# 일본 음악
일본 음악(日本音樂)은 지금도 그 아악(雅樂)에 도오가쿠(唐樂)와 고마가쿠(高麗樂)가 있듯이 한국 음악과 깊은 관계를 가지고 있다. 그뿐만 아니라 일본말이 중국말보다 우리말에 가까운 까닭에 그런 말에 붙여진 음악이 어떤 점에서 우리 음악과 같은 점을 가졌는지 흥미있는 문제이다. 외래음악이 일본에 들어오기 전에는 일본의 간토(關東)지방에서 출토된 토우(土偶)가 가진 5현악기에 의하여 일본 고유의 악기로 와곤(和琴)이 있었다고 한다. 외래음악의 최초의 기록은 5세기에 신라의 악인(樂人)과 악기가 일본으로 갔다는 것이다. 그후 서기 554년에는 백제의 악인 4명이 교체되어 일본에서 백제로 돌아왔다는 기록이 있다. 그리고 서기 684년에는 고구려·백제·신라의 삼국악(三國樂)의 최초의 기록이 보인다. 고구려의 음악과 백제의 음악은 요코부에(橫笛)·마쿠모(莫目)·군코(▩▩)를 썼고, 신라의 음악은 시라기고토(新羅琴, 한국의 가야금)를 썼다. 삼국의 음악 이외에 중국의 기악(伎樂)이 백제 사람 미마지(味摩之)에 의하여 612년에 일본에 전해졌다. 이 가면 무용음악의 악보는 10세기의 적보(笛譜)에 보인다. 도오가쿠(唐樂)의 최초의 기록은 702년이지만, 그 이전 701년에 가가쿠료(雅樂寮)가 설치되어 삼국악과 당악이 가르쳐진 것 같다. 752년 도다이사(東大寺)의 대불(大佛) 개안식(開眼式)에 사용되었던 악기가 나라(奈良)의 쇼소인(正倉院)에 보존되어 있으며, 8세기에 덴표비와후(天平琵琶譜)와 842년의 고겐후(五絃譜)가 전해 내려오고 있다. 9세기에 이르러 고구려·백제·신라의 음악을 합하여 고마가쿠 또는 우방악(右方樂)이라 부르고, 도오가쿠는 일명 좌방악(左方樂)이라고 불러 지금과 같은 제도로 되었다.
현대에 들어 본음악은 전통과 현대의 독특하고 다양한 스타일이 어우러져 있다. 일본 음악 시장은 2차 세계대전 이후 급속히 발전해, 일본은 미국에 이어 세계에서 두 번째로 큰 음악 시장이다 (2014년 기준)

## 전통음악
일본 음악의 가장 오래된 형태이다. 중국과 한국을 통해 전래 및 발전 되었다. 다른 동아시아권 음악과 유사하게 시간의 수리적인 계산 보다는 호흡을 중시 한다.
- 쇼묘 (shōmyō (声明 or 聲明), 불교 음악 (범패)
- 가가쿠(gagaku (雅楽), 일본 아악

둘 다 나라 (710 ~ 794)와 헤이안 (794 ~ 1185) 시대로 거슬러 올라간다. 가가쿠는 헤이안 시대부터 황실에서 공연 된 일본 전통 음악의 한 유형이다. 카구라 우타와 신가쿠 우타 (神 楽 歌), 야마토 우타 등은 토착 레퍼토리이다. 도가쿠와 코가쿠는 중국 당나라 (618-907)에서 유래된 음악으로 한국에서 전래 되었다. 가가쿠는 관현 (칸겐, 管弦)과 무악(舞楽)으로 나뉜다.

### 비와, 헤이 케비와, 모소와 고제

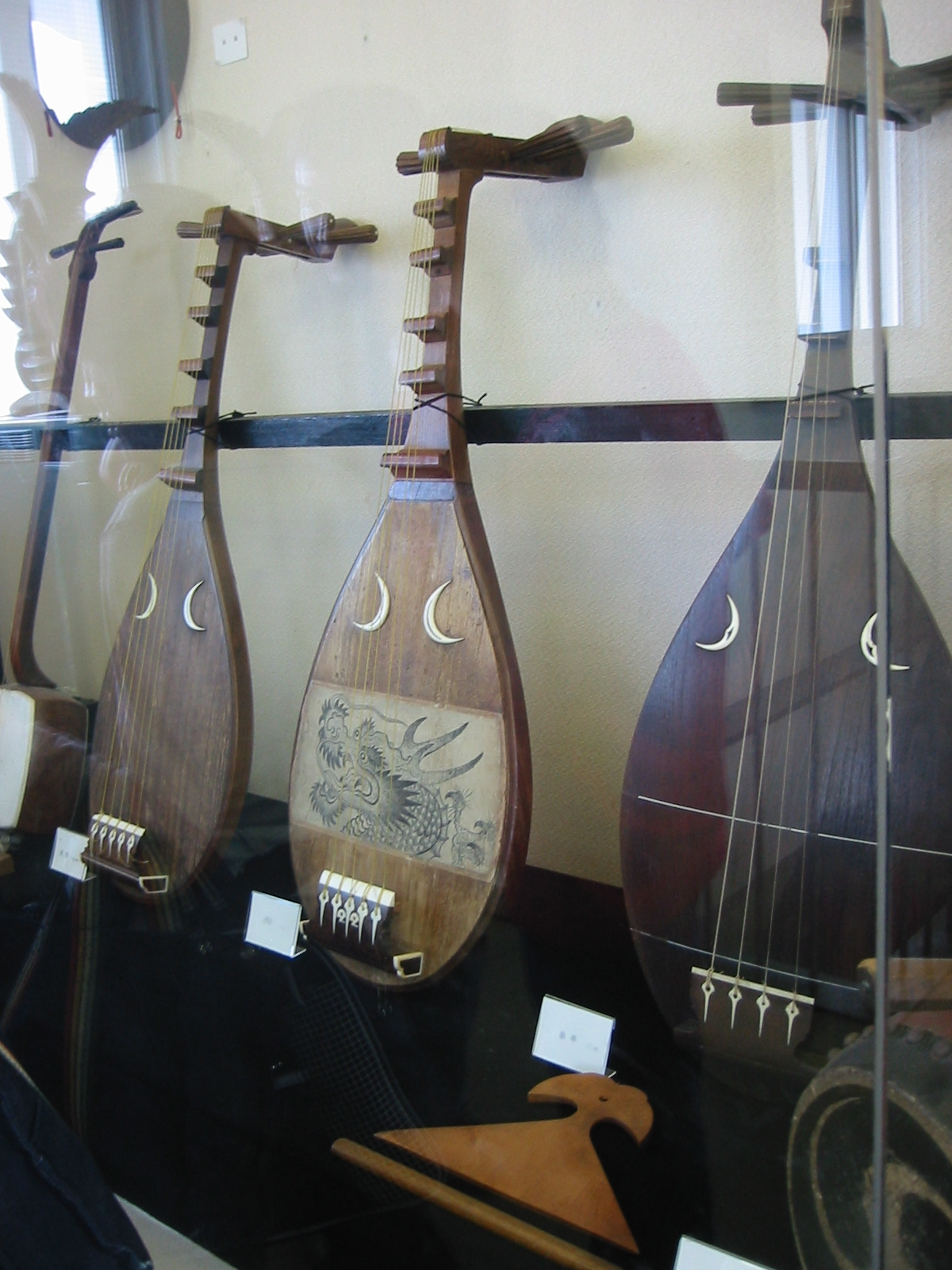
비와.

비와 (琵琶- 중국어 : 비파 )는 짧은 목의 형태를 가진 류트류의 악기다. 비와 반주에 맞춰 이야기를 하던 비와 호시(琵琶法師) 라는 순회 공연의 그룹에 의해 연주되었다. 가장 유명한은 이야기는 헤이케 이야기로 12 세기 역사 미나모토 겐지의 일족 헤이시 일족의 승리에 관한 이야기이다. 비와 호시는 13세기 초 시각 장애인들을 위한 길드와 같은 협회로 조직되기 시작했으며 이 길드는 결국 일본 음악 문화의 상당 부분을 지배했다. 비와는 일본의 전통 악기이다.

### 타이코

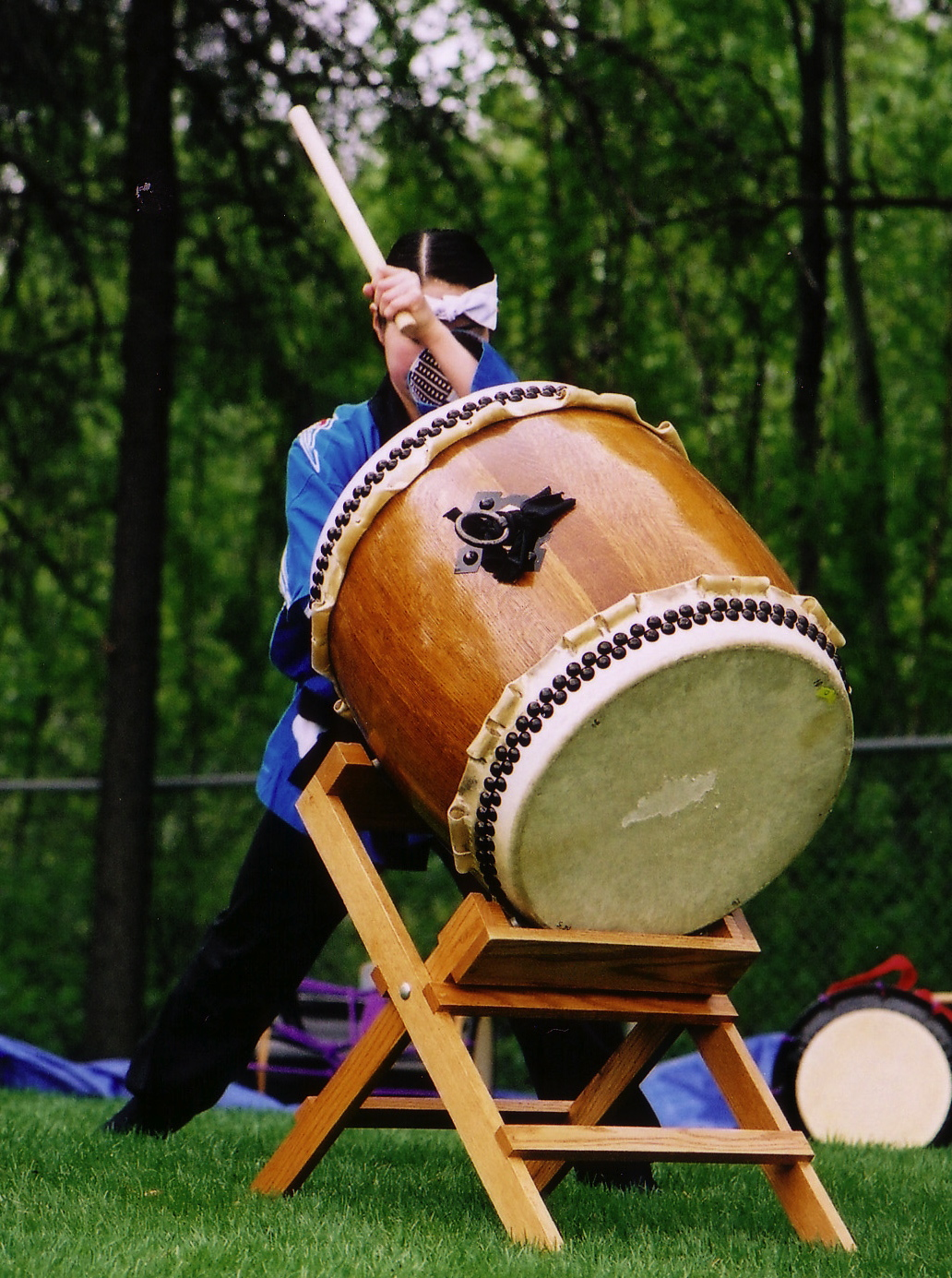
타이코 공연

일본 드럼 인 타이코 (太 鼓)는 다양한 크기로 제공되며 다양한 음악 장르를 연주하는 데 사용된다. 레퍼토리가 과거의 다양한 민속 음악 및 축제 음악을 기반으로하는 타악기 앙상블의 중심 악기로 최근에 특히 인기를 얻었다. 이러한 다이코 음악은 쿠미 다이코라는 큰 다이코 합주로 연주 된다. 그 기원은 불확실하지만 다이코 연주자의 점토 인물이 역사에서 존재를 나타낼 때 7 세기까지 거슬러 올라갈 수 있다. 이 기간 동안 타이코는 전쟁 중에 적을 명령을 전달하는 데 사용되었다. 타이코는 불교와 신토의 종교 음악에 계속 사용되었다. 과거에는 특별한 경우를 제외하고 소그룹에서 남자만 연주했지만, 점차 세속화 되면서 본 댄스와 같은 완전히 종교 축제가 아닌 행사에서도 타이코를 연주했다.

## 민요 및 민속 음악

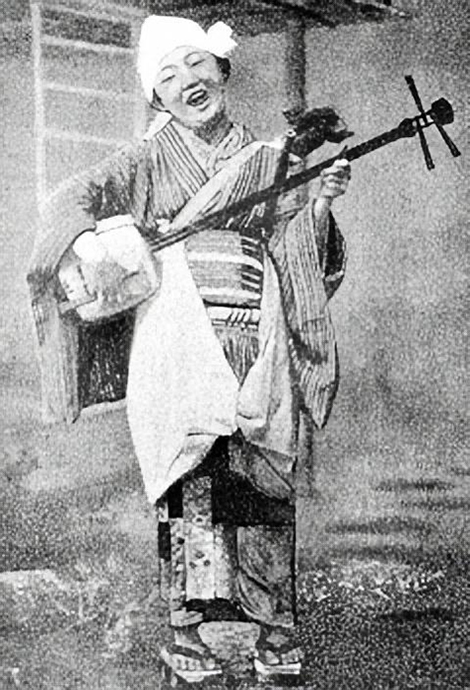
1904년 샤미센과 함께한 일본인

일본 민요 (민속음악)은 여러 가지 방법으로 그룹화 및 분류 할 수 있지만 다음 네 가지 주요 범주를 생각하는 것이 편리하다.
- 노동 음악
- 종교 음악 ( 신도주의 음악의 한 형태 인 사토 카구라 )
- 결혼식, 장례식 및 축제와 같은 모임에 사용되는 음악 ( 마쓰리, 특히 오봉 )
- 어린이 노래 ( 와라베 우타 )

민요 에서는 샤미센, 타이코 드럼, 샤쿠하치라고 불리는 대나무 플루트로 알려진 3 현식 샤미센이 일반적으로 노래 반주를 한다.  반주에 사용되는 이 외 악기로는 피리 포함 시노부에로 알려진 벨 케인, 핸드 드럼 착신 쓰즈미를, 또는 13 현악기 코토, 오키나와에서 사용되는 주요 악기는 산신이다. 모두 일본의 전통 악기지만, 현대의 일렉트릭 기타와 신디사이저, 엔카 가수도 민요를 부른다. ( 엔카는 일본의 고유 장르가 됨).

### 오키나와 민속 음악
우무이, 종교 음악, 시마 우타, 댄스 노래, 특히 활기 넘치는 축하 음악인 카차시 가 모두 인기가 있었다.
오키나와 민속 음악은 본토 일본 민속 음악과 몇 가지면에서 다르다.
첫째, 오키나와 민속 음악에는 종종 산신이 수반되는 반면, 일본 본토에서는 샤미센이 대신 연주한다. 다른 오키나와 악기로는 산바 ( 캐스터네츠와 유사한 클릭 음이 나는), 타이코, 유비부에라고 불리는 관악기가 있다.
둘째, 조. 음계와 일치, 주요 음계 서양 음악 분야는 종종 들린다 민요 일본의 주요 섬에서는 볼 민요조 . 이 음계에서 버금 딸림음 및 이끎음 (4도 및 서양 7음 음계)이 생략되어 결과적으로 각 음사이의 반음이 없다. 그러나 오키나와 민요는 서양 음악 이론에서 분석 할 때 위에서 언급 한 오음계 음계에서 생략 된 반음계를 포함하는 음계를 특징으로 한다. 실제로 오키나와 민요에서 가장 많이 사용되는 것은 1, 2, 3, 4, 5, 6, 7 음계이다.

## 전통 악기
- 비와 (琵琶)
- 후에 (笛)
- 히치 리키 (篳 篥)
- 홋 치쿠 (法 竹)
- 효시 (拍子 木)
- 케인 (鐘)
- 캇코 (鞨 鼓)
- 쿄우 (胡 弓)
- 코토 (琴)
- 니코 (二胡)
- 오카와 (AKA Ōtsuzumi ) (大鼓)
- 류테키 (竜笛)
- 산신 (三 線)
- 샤쿠 하치 (대나무 피리) (尺八)
- 샤미센 (三味 線)
- 시메다이코 (締 太 鼓)
- 시노부에 (篠 笛)
- 쇼 (笙)
- 스이 킨 쿠쯔 (물 지터) (水琴窟)
- 타이코 (와다이코 ) 太鼓 ～ 和太鼓
- 츠즈미 (鼓) (AKA Kotsuzumi)

## 서양 음악의 유입

### 예술 음악

#### 서양 클래식 음악
슈지 이사와 (1851-1917)는 브리지워터 노말 학교 및 하바드 대학교에서 음악을 전공했으며 메이지 시대 (1868-1912)의 서양식 일본 음악 발전에 중요한 인물이다. 이사와는 현, 도쿄 음악 학교의 발전시킨 인물이며 이와의 미국 친구이자 교사 인 루더 휘팅 메이슨 (Luther Whiting Mason) 은 일본 학교의 음악 교과 과정을 더욱 발전시켰다. 야사 코 사쿠, 나카다 요시 나오 및 다케 미쓰 토루는 현재 일본 클래식 음악을 계속 발전시킨 일본의 작곡가이다.
서양의 클래식 음악은 현재 일본에서 강세를 보이고 있으며 일본은이 음악 전통에서 가장 중요한 시장 중 하나이다. 토루 타케미츠는 (아방가르드 작품 및 영화 음악으로도 유명 함)가 가장 잘 알려져 있다.   지휘자 세이지 오자와, 999년부터 리스트와 쇼팽을 연주로 유명해진 피아니스트 후지코 헤밍 (Fujiko Hemming )의 CD는 수백만장이 팔렸다..일본은 또한 세계 최고의 윈드 밴드의 고향이다. 도쿄 코 세이 윈드 오케스트라, 그리고 모든 종류의 최대 규모의 음악 경연 대회 인 일본 전국 밴드 경연 대회가 있다. 서양 고전 음악은 일본의 고유의 문화에서 비롯된 것이 아니다..일본은 에도 시대에 200년이 넘는 국가적 고립 이후 19세기 후반에 처음으로 서양 클래식에 노출되었다. 그러나 그 후 일본은 서양 고전 음악 또한 자신의 예술 문화의 일부로 만들기 위해 진지하게 클래식 음악을 공부했다.
오케스트라
- 군마 심포니 오케스트라
- 히로시마 심포니 오케스트라
- 효고 공연 예술 센터 오케스트라
- 일본 필 하모닉 오케스트라
- 가나가와 필 하모닉 오케스트라
- 교토 심포니 오케스트라
- 큐슈 심포니 오케스트라
- 나고야 필 하모닉 오케스트라
- 새로운 일본 필 하모닉
- NHK 심포니 오케스트라
- 오케스트라 앙상블 가나자와
- 오사카 필 하모닉 오케스트라
- 삿포로 심포니 오케스트라
- 도쿄도 심포니 오케스트라
- 도쿄 필 하모닉 오케스트라
- 도쿄시 필 하모닉 오케스트라
- 도쿄 심포니 오케스트라
- 야마가타 심포니 오케스트라
- 요미우리 일본 심포니 오케스트라

## 재즈
1930년대부터 일본은 중요한 재즈 음악 시장으로 미국이나 유럽에서는 사용할 수 없는 음반도 이용할 수 있는 것이 일반적이다. 일본 재즈 뮤지션들이 일본 국내 뿐 아니라 해외에서도 인기를 얻었다. 인본인 재즈 음악가 준, 댄, 사다오 와타나베 등은 해외에서 큰 팬 기반을 가지고있다.
최근에 일본의 클럽 재즈, 뉴 재즈는 점점 더 많은 일본인들에게 인기를 얻고 있다. 료타 노자키(Ryota Nozaki)와 같은 네이티브 DJ,( 재즈로 닉 ), 오 키노 슈야와 오 키노 요시히로의 교토 재즈 매시브, 마쓰우라 토시오 (유나이티드 미래단체 멤버), 디제이 순 다이 마츠오 (Shundai Matsuo), 일본 벳푸의 크리올 뉴 재즈 아티스트, Sleepwalker 보관됨 2014-12-21 - 웨이백 머신 등은 본의 전통적인 재즈 개념에 큰 변화를 가져 왔다.

## 대중 음악
메이지 유신 이 후 서양 음악 교육을 도입한 후, 이자와 슈지 (Izawa Shuji) 라는 관료가 " Ald Lang Syne "과 같은 노래를 편집하고 오음계 멜로디를 사용하여 노래를 만들었다..서양 음악, 특히 군사 행진 음악은 곧 일본에서 인기를 얻었다. 이 기간 동안 개발 한 음악의 두 가지 주요 형태는 서양 음악 학교인 쇼카 학교에서 작곡되었는데 이것은 군사 행진 음악의 한 요소이다.

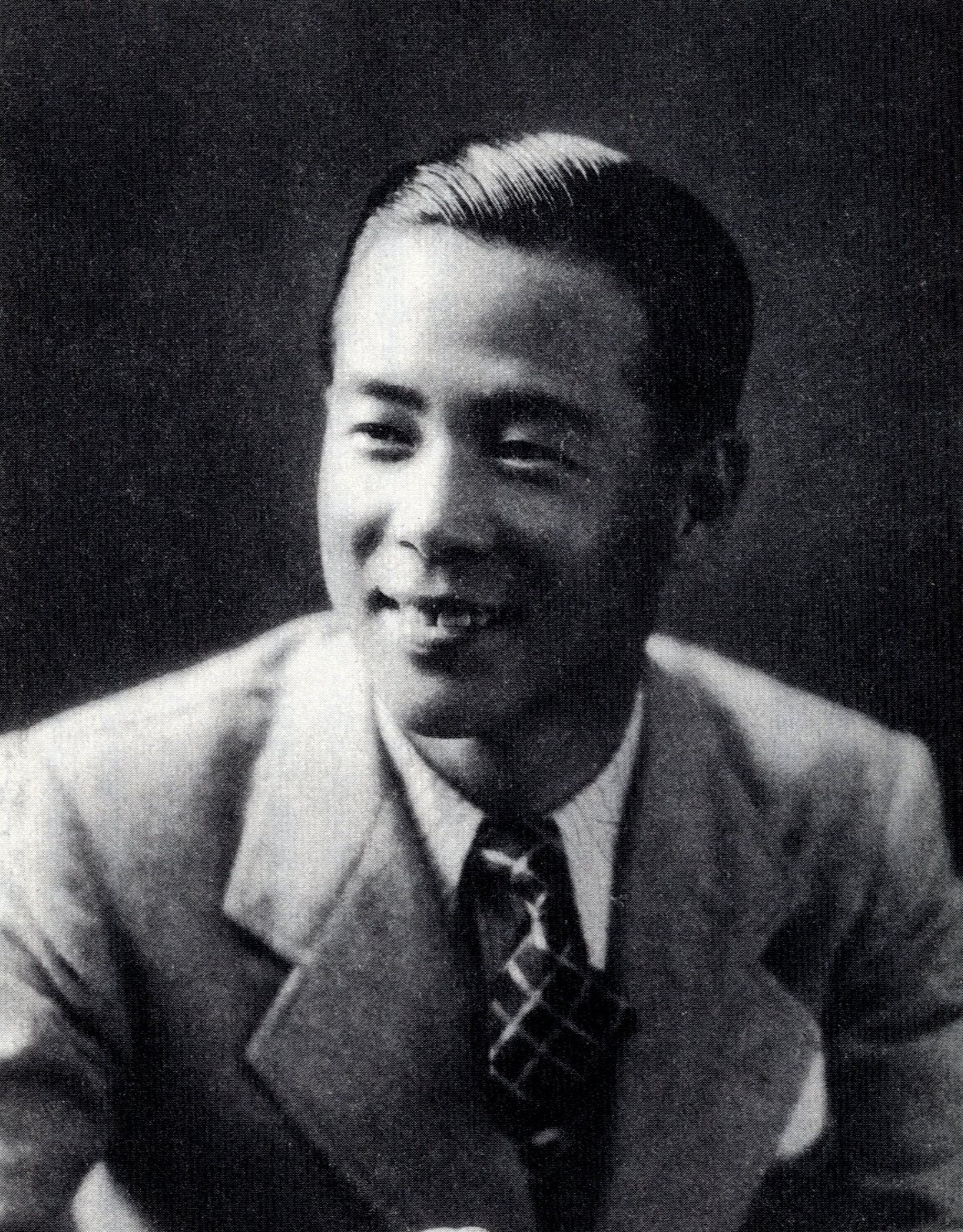
영향력있는 류 코카 가수, 후지 야마 이치로

서양의 대중 음악을 가요쿄쿠라고 하며, 그것은 드라마 톨스토이의 부활에서 처음 등장했다. 서양의 클래식 음악을 채택한 류 코카는 전쟁 전 전국에 파도를 일으켰다. 후지 야마 이치로가 전쟁 전 시대에 인기를 얻었지만 2 차 세계 대전이 발발 했을 때 전쟁 노래가 인기를 얻었다.가요 쿄쿠 특히 슈퍼 스타의 도착 후, 주요 산업이되었다 미소라 히바리 . 1950년대에는 탱고와 다른 종류의 라틴어 음악, 특히 쿠바 음악, 일본에서 매우 인기를 끌었다. 카요쿄쿠는 전통적으로 일본의 전통 건축물과 관련이 있으며 서양식 음악은 일본 팝 (또는 간단히 'JPop')이라고 부른다. 엔카의 인기는 1970년대 이후 쇠퇴와 현대 청소년과 약간의 호의를 즐긴다 불구하고, 전후 기간에 매우 인기가 있었다.

## 같이 보기
- 쿨 재팬
- 오리콘
- 시부야계